# 约翰尼·佩斯基
約翰·麥可·佩斯基（John Michael Pesky，1919年9月27日—2012年8月14日）曾經是美國職棒大聯盟的球員。1942年至1954年間在美國聯盟的球隊效力，其中1943年至1945年由於參加二戰而錯過了球季。
佩斯基69年棒球生涯中的57年是在紅襪球團度過的，比爾·諾林為他寫了一本傳記——紅襪先生（Mr. Red Sox）。

## 球員生涯
佩斯基為紅襪隊效力了七個半賽季，1946年還入選了全明星賽。作為一名無私的球員，1948年他主動為佛恩·史蒂芬斯讓出了游擊手位置，移防三壘。1952年6月3日，佩斯基被交易到了底特律老虎，在那裡呆了兩個賽季。1954年的季中又被交易到了華盛頓參議員，賽季結束後被球隊解約。之後他和巴爾的摩金鶯簽約，不過在1955年的春訓之後又被球隊裁掉，佩斯基因此而選擇了退役。
佩斯基是一位右投左打的選手，他是美聯第一位在九局比賽得到六分的球員。佩斯基的上壘率很高，他職業生涯的前三個賽季都是美聯的安打王，這三個賽季中，每年的安打數都超過200。另外他有六個賽季位居上壘率的前十名。在佩斯基職業生涯總共參加的1270場比賽中，他的打擊率達到了3成07。
佩斯基為人隨和，他和當時的隊友泰德·威廉斯、鮑比·多爾（Bobby Doerr）、多姆·迪馬吉奧（Dom DiMaggio）都是很好的朋友。
芬威公園的右外野標桿被命名為“佩斯基標桿”（Pesky's Pole），這是為了紀念佩斯基和紅襪隊前投手、播音員梅爾·帕內爾（Mel Parnell）。在1948年的一場比賽中，佩斯基擊出的一支極為靠近右外野標志桿的全壘打，幫助帕內爾贏得了比賽。而在佩斯基的職業生涯中，總共只打出了17支全壘打。但有研究顯示，佩斯基在帕內爾主投的比賽中只擊出過一支全壘打，是1950年6月11日對底特律老虎時打出的。

## 教練時期
雖然佩斯基被稱為“紅襪先生”，但他的教練生涯是1955年從紐約洋基的3A球隊開始的。1956年至1960年期間，佩斯基在底特律老虎的2A球隊當主教練。1961年，佩斯基回到了紅襪隊，在3A的西雅圖雨人隊執教。
佩斯基在西雅圖的兩個賽季獲得了成功。1962賽季結束後，球隊老闆湯姆·尤基（Tom Yawkey）把當時的主教練平基·希金斯（Pinky Higgins）升任總經理，並欽點佩斯基為主教練的繼任人選。雖然佩斯基作為主教練是眾望所歸，但當時的紅襪隊僅是一支二流球隊，甚至被嘲笑為“鄉村俱樂部”——當時隊中有很多消極的球員為所欲為。另外，希金斯和佩斯基的關系也不融洽。
1963年球隊換來了重炮一壘手迪克·斯圖亞特（Dick Stuart），雖然他在紅襪的第一個球季就以118分打點位居美聯第一，但他的行徑惡劣，常常違抗佩斯基的指令，使得佩斯基難以管理球隊。雖然賽季的一開始球隊成績不錯，但投手戰力的不足讓球隊只能以76勝85負的成績收場。1964年球隊的成績仍不見起色，佩斯基執教的160場比賽只贏了70場。在賽季還剩兩場時，球隊用三壘教練、希金斯的好朋友比利·赫爾曼（Billy Herman）取代佩斯基的位置。
於是佩斯基離開紅襪隊，在匹茲堡海盜做了兩年的一壘指導教練。之後又在海盜的3A球隊哥倫布噴氣機執教。
1969年佩斯基回到了紅襪球團，不過這次的身份是電台和電視台的球評。
1975年佩斯基重新穿起了紅襪隊的制服，作為一壘教練輔助當時的主教練達雷爾·約翰遜（Darrell Johnson），這一年紅襪奪得了美聯冠軍，並在世界大賽中惜敗於辛辛那提紅人。1980年佩斯基轉任打擊和板凳教練。這個賽季球隊的戰績不佳，主教練唐·齊默爾（Don Zimmer）在賽季還剩5場時被炒魷魚，佩斯基臨時接掌球隊，輸掉了剩下5場比賽中的4場。佩斯基的主教練生涯最終以147勝179負（勝率45.1%）結束。
在接下來的幾個賽季裡，佩斯基的老朋友拉爾夫·豪克（Ralph Houk）成為紅襪隊的主教練，佩斯基也回到了打擊和板凳教練的角色。由於食物過敏，佩斯基錯過了1983整個賽季。1990年，71歲高齡的佩斯基臨時執掌了紅襪3A球隊波塔基特紅襪兩個半月的教鞭。

## 1991年至今
佩斯基偶爾被允許坐在紅襪隊的休息區，不過有三次被拒絕——一次是被紅襪的總經理丹·杜奎特（Dan Duquette），一次是巴爾的摩金鶯向大聯盟抗議，還有一次2007年3月，大聯盟宣佈一場比賽只允許有六名教練穿制服坐在休息區，佩斯基僅僅是指導，因此被拒絕。2007年4月3日，獨立聯盟球隊北岸精神（North Shore Spirit）邀請佩斯基坐在休息區——作為球隊的名譽教練，佩斯基任何時候都可以。
佩斯基出席了2004年世界大賽，在紅襪奪得世界大賽冠軍之後，他得到了紅襪球員提姆·韋克菲爾德和柯特·席林熱情的擁抱。2005年4月11日的紅襪隊冠軍戒指頒發儀式上，佩斯基在卡爾·雅澤姆斯基幫助下升起了2004年世界冠軍的橫幅。2008年4月8日，同樣也是佩斯基在芬威球場升起2007年世界冠軍的橫幅。
2006年9月27日是佩斯基87歲的生日，這一天紅襪正式把右外野標桿命名為“佩斯基標桿”。2008年9月23日，為了表彰佩斯基為球隊的貢獻，他身穿的6號球衣正式在紅襪隊退役（雖然他在教練時期穿的是22號和35號）。這是紅襪隊第六個退役號碼。

## 外部鏈接
- 约翰尼·佩斯基在美國職棒（英语）
- 约翰尼·佩斯基在Baseball-Reference.com（大聯盟）（英语）
- 约翰尼·佩斯基在Baseball-Reference.com（小聯盟以及海外聯盟）（英语）
- 约翰尼·佩斯基在SABR（英语）
- 约翰尼·佩斯基在ESPN（MLB）（英语）
- 约翰尼·佩斯基在FanGraphs.com（英语）
- 约翰尼·佩斯基在The Baseball Cube（英语）
- Ankle fracture sends Pesky home （页面存档备份，存于）
- SoSH佩斯基頁面

| 前任： 平基·希金斯 唐·齊默爾 | 波士頓紅襪主教練 1963年至1964年 1980年 | 繼任： 比利·赫爾曼 拉爾夫·豪克 |